# NGC 1299
NGC 1299 est une galaxie spirale située dans la constellation de l'Éridan. Elle a été découverte par l'astronome germano-britannique William Herschel en 1785.

## Caractéristiques
Sa vitesse par rapport au fond diffus cosmologique est de 2 169 ± 12 km/s, ce qui correspond à une distance de Hubble de 32,0 ± 2,3 Mpc (∼104 millions d'al).
À ce jour, cinq mesures non basées sur le décalage vers le rouge (redshift) donnent une distance de 25,300 ± 2,540 Mpc (∼82,5 millions d'al), ce qui est tout juste à l'extérieur des valeurs de la distance de Hubble. Notons cependant que c'est avec la valeur moyenne des mesures indépendantes, lorsqu'elles existent, que la base de données NASA/IPAC calcule le diamètre d'une galaxie et qu'en conséquence le diamètre de NGC 1299 pourrait être d'environ 13,3 kpc (∼43 400 al) si on utilisait la distance de Hubble pour le calculer. 
La base de données NASA/IPAC classe cette galaxie comme une spirale barrée, mais aucune barre n'est visible sur l'image obtenue des données du relevé SDSS.
La classe de luminosité de NGC 1299 est II et elle présente une large raie HI.